# Inocellia aspouckorum
Inocellia aspouckorum là một loài côn trùng trong họ Inocelliidae thuộc bộ Raphidioptera. Loài này được C.-k. Yang miêu tả năm 1999.